# Club de Fútbol Barcelona 1963-1964

## Rosa
| N. |                    | Ruolo | Calciatore          |
| -- | ------------------ | ----- | ------------------- |
|    | Spagna (bandiera)  | P     | Salvador Sadurní    |
|    | Spagna (bandiera)  | P     | José Manuel Pesudo  |
|    | Spagna (bandiera)  | D     | Eladio              |
|    | Spagna (bandiera)  | D     | Fernando Olivella   |
|    | Uruguay (bandiera) | D     | Julio César Benítez |
|    | Spagna (bandiera)  | D     | Joan Segarra        |
|    | Spagna (bandiera)  | D     | Foncho              |
|    | Spagna (bandiera)  | D     | Sígfrid Gràcia      |
|    | Spagna (bandiera)  | D     | Enric Gensana       |
|    | Spagna (bandiera)  | D     | Jesús Garay         |
|    | Spagna (bandiera)  | C     | Josep Fusté         |
|    | Spagna (bandiera)  | C     | Jesús María Pereda  |

| N. |                     | Ruolo | Calciatore             |
| -- | ------------------- | ----- | ---------------------- |
|    | Spagna (bandiera)   | C     | Ramón Montesinos       |
|    | Spagna (bandiera)   | C     | Martí Vergés           |
|    | Spagna (bandiera)   | C     | Ramón De Pablo Marañón |
|    | Ungheria (bandiera) | A     | Sándor Kocsis          |
|    | Paraguay (bandiera) | A     | Cayetano Ré            |
|    | Spagna (bandiera)   | A     | Pedro Zaballa          |
|    | Spagna (bandiera)   | A     | Vicente González Sosa  |
|    | Spagna (bandiera)   | A     | José Antonio Zaldúa    |
|    | Uruguay (bandiera)  | A     | Luis Cubilla           |
|    | Spagna (bandiera)   | A     | Luis Vidal Planella    |
|    | Belgio (bandiera)   | A     | Fernand Goyvaerts      |

### Staff tecnico
- Allenatore:  César Rodríguez